# 暁ふ頭公園
暁ふ頭公園（あかつきふとうこうえん）は、東京都江東区青海三丁目と四丁目に跨る都立の海上公園（ふ頭公園）である。東京都港湾局の所管。

## 概要
東京臨海副都心の範囲外の南東部にある公園である。
第二航路トンネル沿いには散策路がある。海沿いにはバーベキューエリアがあり、釣りも楽しめる。対岸は中央防波堤埋立地であり、東京港第二航路を行き交う船や、時間によっては羽田空港へ着陸する航空機をほぼ真上に見ることが出来る。

## アクセス
- ゆりかもめテレコムセンター駅から徒歩20分。
- 駐車場（普通乗用車28台分、有料）

## 周辺施設
- テレコムセンター
- 青海南ふ頭公園
- 海の森公園